# Viidaleppia
Viidaleppia là một chi bướm đêm thuộc họ Geometridae.